# Diocesi di Diospoli Inferiore
La diocesi di Diospoli Inferiore (in latino Dioecesis Diospolitana Inferior) è una sede soppressa e sede titolare della Chiesa cattolica.

## Storia
Diospoli Inferiore (Diospolis Parva), corrispondente a Tell el-Balamun nei pressi del lago Burullus, è un'antica sede episcopale della provincia romana dell'Egitto Secondo nella diocesi civile d'Egitto, nel patriarcato di Alessandria.
La sede non è menzionata dal Le Quien nell'opera Oriens Christianus. Klaas A. Worp registra due vescovi bizantini. Nella Lettera festale XIX del 347, Atanasio di Alessandria riporta una lista di vescovi recentemente deceduti, tra cui si trova anche il nome di Sarapammon di Diospoli Inferiore, sostituito dal vescovo Teodoro. Nel concilio di Tiro del 335 partecipò un vescovo di nome Sarapammon; potrebbe essere il vescovo di Diospoli Inferiore oppure quello di Nicio.
Dal 1933 Diospoli Inferiore è annoverata tra le sedi vescovili titolari della Chiesa cattolica; la sede è vacante dal 15 novembre 1996.

## Cronotassi

### Vescovi greci
- Sarapammon † (prima del 335 ? - circa 347 deceduto)
- Teodoro † (circa 347 - ?)

### Vescovi titolari
- Adam Kozłowiecki, S.I. † (4 giugno 1955 - 25 aprile 1959 nominato arcivescovo di Lusaka)
- Paul-Maurice Choquet, C.S.C. † (6 giugno 1959 - 15 novembre 1996 deceduto)